# جين كوردوفا
جين كوردوفا (بالإنجليزية: Jeanne Cordova)‏ هي صحفية أمريكية، ولدت في 18 يوليو 1948 في بريمرهافن في ألمانيا، وتوفيت في 10 يناير 2016 في لوس أنجلوس في الولايات المتحدة بسبب سرطان, كانت رائدة في حركة حقوق المثليين والمثليات، ومؤسسة صحيفة "ذا ليزبيان تايد"، وأحد مؤسسي حركة مجتمع المثليين على الساحل الغربي. كانت كوردوفا ناشطة مثلية في موجة النسوية الثانية وكانت فخورة بمظهرها البوتش.

## وصلات خارجية
- الموقع الرسمي
- جين كوردوفا على موقع IMDb (الإنجليزية)